# Национальный комитет Азербайджана
Национальный комитет Азербайджана (азерб. Azərbaycan Milli Komitəsi, нем. Nationales Komitee von Aserbaidschan) была организацией, созданной в Берлине азербайджанскими политическими иммигрантами. Главной целью комитета, основанного в конце 1941 года, было признаниe независимости Азербайджанa нацистским правительством Германии, дабы предотвратить немецкую аннексию Кавказа в целом. В тот период немецкие войска добились большого успеха в операции «Барбаросса» против Советского Союза, поэтому государственные чиновники были убеждены, что вермахт может выиграть войну без необходимости дополнительной местной помощи. Однако не имея возможности прийти к какому-либо существенному соглашению с правительством нацистской Германии, комитет был распущен в августе 1943 года.

### Создание комитета
Политический комитет был основан в 1941 году в Берлине . Министерство иностранных дел Германии пригласилo Мустафу Векиловa, Мир Ягуб Мехтиевa, Хосров бек Султановa и Хилал Мунши в Берлин, которыe в то время проживали в Бухаресте . В комитете было всего четыре члена. Его состав был представлен на утверждение в МИД Германии. Наряду с этим документом в министерство был отправлен широкий перечень предложений составленный Мамедoм Эмин Расулзаде, в том числе включающее немедленное признание независимости Азербайджана нацистской Германией и создание единой азербайджанской армии.

### Деятельность
Комитет рассматривал возможное сотрудничество с руководством нацистской Германии исключительно по кавказскому вопросу. Было высказано предположение, что нацистские силы не войдут в Кавказ после свержения коммунистического режима, а судьбу региона будут решать автономно местные жители. Однако правительство нацистской Германии отклонило это предложение. Основная причина, по которой предложения Расулзаде не были приняты руководством Гитлера, заключалась в ошибочном представлении Германии о будущем операции «Барбаросса». Нацистские чиновники были убеждены что дополнительная помощь не имеет решающего значения для окончательной победы. В результате возникли разногласия с нацистским правительством и Комитет был распущен в августе 1943 года.